# باشگاه فوتبال درسدنر
باشگاه فوتبال درسدنر (آلمانی: Dresdner Sport-Club) باشگاه فوتبالی است که در شهر درسدن در ایالت زاکسن قرار گرفته و در سال ۱۸۹۸ تأسیس شده است.